# The Game (album)
The Game je v pořadí osmé studiové album britské rockové skupiny Queen, které bylo natáčeno mezi lety 1979–1980 a vydané v roce 1980. Mimo jiné obsahuje hity jako Crazy Little Thing Called Love nebo Another One Bites the Dust.

## Seznam skladeb

#### První strana
1. „Play the Game“ (Freddie Mercury) * – 3:26
2. „Dragon Attack“ (Brian May) – 4:19
3. „Another One Bites the Dust“ (John Deacon) * –3:32
4. „Need Your Loving Tonight“ (Deacon) * – 2:50
5. „Crazy Little Thing Called Love“ (Mercury) * – 2:42

#### Druhá strana
1. „Rock It (Prime Jive)“ (Roger Taylor) – 4:33
2. „Don't Try Suicide“ (Mercury) – 3:53
3. „Sail Away Sweet Sister“ (May) –3:34
4. „Comming Soon“ (Taylor) – 2:48
5. „Save Me“ (May) * – 3:45

- Bonusové písně přidáné při vydání firmou Hollywood Records v roce 1991:

1. „Dragon Attack (1991 Remix by Jack Benson and R.A.K.)“ (Brian May)

### Singly
Singly z alba The Game

1. „Play the Game / A Human Body“
Vydáno: 30. května 1980
2. „Crazy Little Thing Called Love / We Will Rock You (live), Spread Your Wings (live) [pozn. 1]“
Vydáno: 5. říjen 1980
3. „Another One Bites the Dust / Dragon Attack, Don't Try Suicide [pozn. 2]“
Vydáno: 1980